# Waigeum depicta
Waigeum depicta är en fjärilsart som beskrevs av Hans Fruhstorfer 1908. Waigeum depicta ingår i släktet Waigeum och familjen juvelvingar. Inga underarter finns listade i Catalogue of Life.